# Lawhill

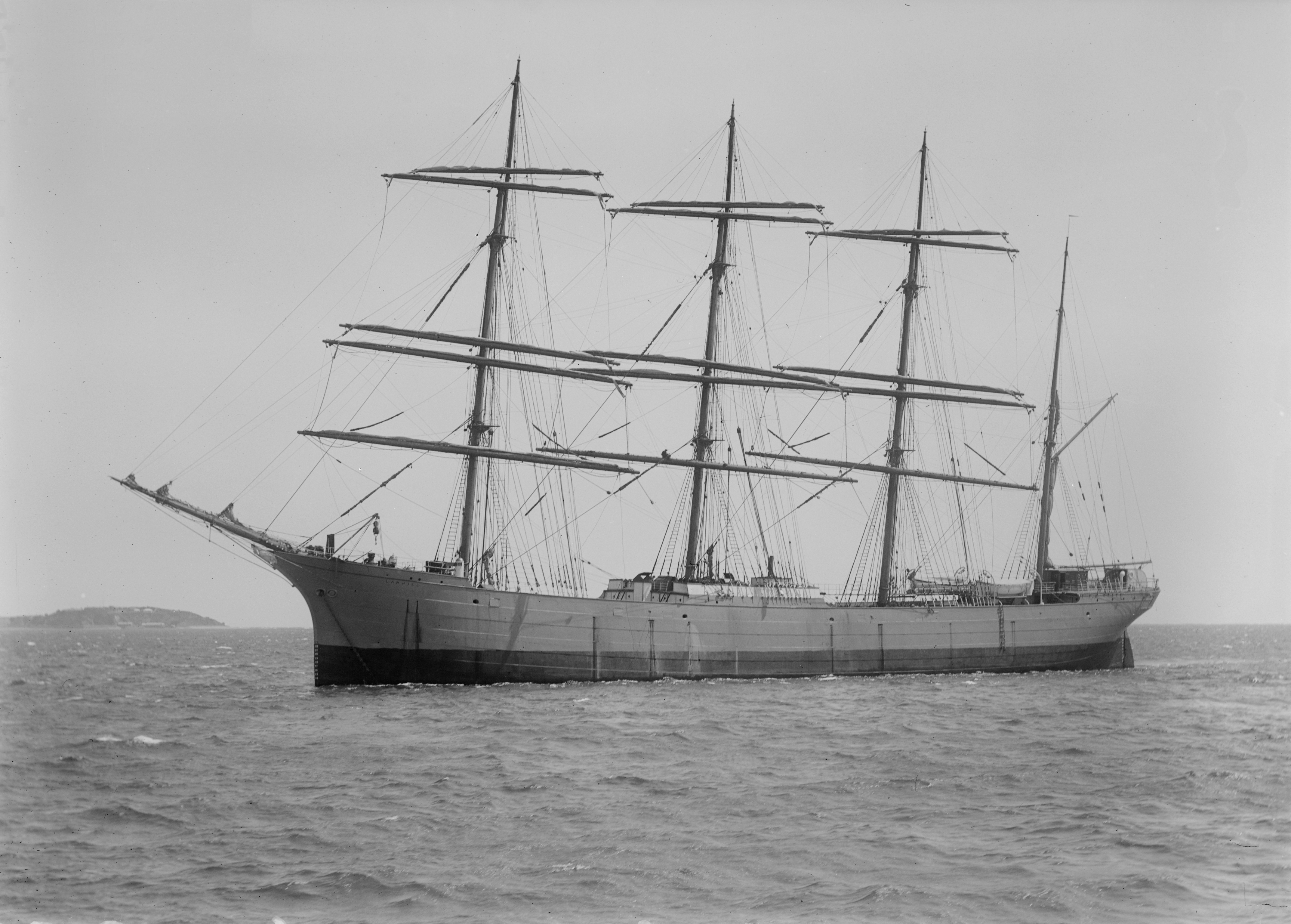
Lawhill för ankar

Lawhill var en fyrmastad bark i stål, byggd 1892 på W. B. Thompsons varv i Dundee för transport av jute. Fartyget var på 4600 ton dödvikt. Hon flyttades snart över till andra laster. Fartyget såldes 1914 till den åländske redaren August Troberg och blev då Finlands största segelfartyg. År 1917 köptes fartyget av Gustaf Erikson.
Fartyget beslagtogs av Sydafrika som krigsbyte 1941 (Finland var allierat med Tyskland), men seglade trots detta under åländskt befäl till 1948. Därefter låg hon tio år som flytande vrak i Lourenco Marques i Afrika, tills hon såldes för skrotning i Japan 1958.